# 细梗溲疏
细梗溲疏（学名：Deutzia gracilis sp. gracilis）为虎耳草科溲疏属下的一个亚种。其种加词来源于拉丁文“gracilis”，意为“纤细的”。
现接受名为：细梗溲疏 Deutzia gracilis Siebold & Zucc.